# Twierdzenie Toeplitza
Twierdzenie Toeplitza (nazywane również twierdzeniem Toeplitza o regularnym przekształceniu ciągu) zostało sformułowane w 1911 roku przez matematyka niemieckiego Ottona Toeplitza. Mówi ono o zbieżności szeregu powstałego przez pewne przekształcenie zbieżnego ciągu liczb rzeczywistych.

## Przykład
Zachodzi następujące twierdzenie
Niech {\displaystyle (t_{n})} będzie zbieżnym do {\displaystyle t} ciągiem liczb rzeczywistych. Wtedy zbieżny jest również ciąg {\displaystyle \left({\tfrac {t_{1}+t_{2}+\ldots +t_{n}}{n}}\right)} i ma granicę równą {\displaystyle t.}
Dowód. Skoro {\displaystyle t_{n}\to t} dla {\displaystyle n\to \infty ,} to dla dowolnego {\displaystyle \varepsilon >0} istnieje liczba naturalna {\displaystyle k,} taka że {\displaystyle |t_{n}-t|<\varepsilon ,} dla {\displaystyle n>k.} Stąd {\displaystyle t-\varepsilon <t_{i}<t+\varepsilon } dla {\displaystyle i=k+1,k+2,\dots ,n.} Sumując stronami powyższe nierówności, a następnie dzieląc przez {\displaystyle n-k} otrzymujemy
(*)   {\displaystyle t-\varepsilon <{\frac {t_{k+1}+t_{k+2}+\ldots +t_{n}}{n-k}}<t+\varepsilon .}
Ponadto oczywiście {\displaystyle {\tfrac {t_{1}+t_{2}+\ldots +t_{k}}{n}}\to 0} gdy {\displaystyle n\to \infty ,} co w połączeniu z (*) implikuje tezę.
Zauważmy, że wyrazy ciągu {\displaystyle \left({\tfrac {t_{1}+t_{2}+\ldots +t_{n}}{n}}\right)} możemy zapisać jako {\displaystyle \sum _{k=1}^{n}{\tfrac {1}{n}}t_{k}.} Naturalnym wydaje się pytanie, kiedy ciągi {\displaystyle (s_{n})} o wyrazach postaci {\displaystyle s_{n}=\sum _{k=1}^{n}a_{k,n}t_{k}} będą zbieżne i czy ich granicą będzie {\displaystyle t.}

## Twierdzenie Toeplitza
Niech {\displaystyle (a_{k,n})} będzie nieskończonym układem liczb rzeczywistych, przy czym {\displaystyle 1\leqslant k\leqslant n.} Ponadto niech {\displaystyle (t_{n})} będzie zbieżnym ciągiem liczb rzeczywistych o granicy {\displaystyle t.} Jeśli spełnione są poniższe warunki
(1)   {\displaystyle a_{k,n}\to 0} dla {\displaystyle n\to \infty } i dowolnie ustalonej liczby naturalnej {\displaystyle k,}
(2)   {\displaystyle \sum _{k=1}^{n}a_{k,n}\to 1} dla {\displaystyle n\to \infty ,}
(3)   {\displaystyle \sum _{k=1}^{n}|a_{k,n}|\leqslant M} dla pewnej liczby {\displaystyle M>0} oraz wszystkich {\displaystyle n,}
to ciąg {\displaystyle (s_{n}),} określony wzorem {\displaystyle s_{n}=\sum _{k=1}^{n}a_{k,n}t_{k}} dla {\displaystyle n\geqslant 1} jest zbieżny do {\displaystyle t.}

## Twierdzenie odwrotne
Zachodzi również twierdzenie odwrotne.
Niech {\displaystyle (a_{k,n})} będzie nieskończonym układem liczb rzeczywistych, przy czym {\displaystyle 1\leqslant k\leqslant n.} Jeśli dla każdego zbieżnego ciągu liczb rzeczywistych {\displaystyle (t_{n}),} ciąg {\displaystyle (s_{n})} określony wzorem {\displaystyle s_{n}=\sum _{k=1}^{n}a_{k,n}t_{k}} jest zbieżny do granicy ciągu {\displaystyle (t_{n}),} to
(1)   {\displaystyle a_{k,n}\to 0} dla {\displaystyle n\to \infty } i dowolnie ustalonej liczby naturalnej {\displaystyle k,}
(2)   {\displaystyle \sum _{k=1}^{n}a_{k,n}\to 1} dla {\displaystyle n\to \infty ,}
(3)   istnieje liczba {\displaystyle M>0,} taka że {\displaystyle \sum _{k=1}^{n}|a_{k,n}|\leqslant M} dla wszystkich {\displaystyle n.}